# Bibern (Schaffhausen)
Bibern es una comuna suiza del cantón de Schaffhausen. Limita al norte con la comuna de Hofen, al este con Hilzingen (GER-BW) y Tengen (GER-BW), al sur con Thayngen, al suroeste con Lohn, y al oeste con Opfertshofen.
- Wikimedia Commons alberga una categoría multimedia sobre Bibern.

- Datos: Q429962
- Multimedia: Bibern / Q429962